# Nomen oblitum
A nomen oblitum (latin kifejezés, melynek jelentése „elfeledett név”) egy olyan tudományos név, amelyet a tudományos közösség az eredeti indítványozása óta eltelt több mint ötven éven át nem használt, és amely idősebb szinonimának vagy homonimának számít; azaz létezik egy olyan újabb keletű név, amit gyakran használnak az adott taxonra vonatkozóan (szinonima) vagy ami hasonló jelentésű (homonima). A hivatalos megjelölést követően az idősebb név elismertsége megszűnik, és a fiatalabb név nomen conservandumként vagy nomen protectumként elsőbbséget kap.

## Nevezetes példák
Például a Scrotum humanum ilyen nomen oblitum, mely még a 17. században keletkezett.
További példa erre a leopárdcápa tudományos neve. Bár a Mustelus felis idősebb szinonima volt, kiadási dátumokban lévő hiba miatt a Triakis semifasciata lett széles körben használt. E hiba felfedezése után a T. semifasciata lett érvényes, a Mustelus felis pedig nomen oblitum lett.

## Fordítás
- Ez a szócikk részben vagy egészben  a   Nomen oblitum című angol Wikipédia-szócikk ezen változatának fordításán alapul.  Az eredeti cikk szerkesztőit annak laptörténete sorolja fel. Ez a jelzés csupán a megfogalmazás eredetét és a szerzői jogokat jelzi, nem szolgál a cikkben szereplő információk forrásmegjelöléseként.